# Nobuyuki Katō
Nobuyuki Katō (加藤 信幸?, Katō Nobuyuki; 2 gennaio 1920 – ...) è stato un calciatore giapponese, di ruolo centrocampista.